# Here We Go (singel Triny)
„Here We Go” – singiel amerykańskiej raperki Trina z gościnnym występem piosenkarki Kelly Rowland. Utwór pochodzi z albumu Glamorest Life (z 2005 roku), oraz wydany był na mini albumie Exclusive Bonus CD Sampler (z 2006 roku). Piosenkę stworzyli Katrina Laverne Taylor, Derrick Baker, Josh Burke, James Samuel „Jimmy Jam” Harris III, Terry Lewis, Theodore Lucas, Teedra Moses, James Scheffer i Steven Scipio.

## Listy przebojów
| Lista (2005 r.)                   | Pozycja |
| --------------------------------- | ------- |
| Finnish Singles Chart             | 17      |
| New Zealand Singles Chart         | 157     |
| UK Singles Chart                  | 15      |
| Billboard Hot 100                 | 17      |
| Billboard Pop 100                 | 26      |
| Billboard Hot Rap Tracks          | 3       |
| Billboard Hot R&B/Hip-Hop Singles | 8       |